# Motorynka

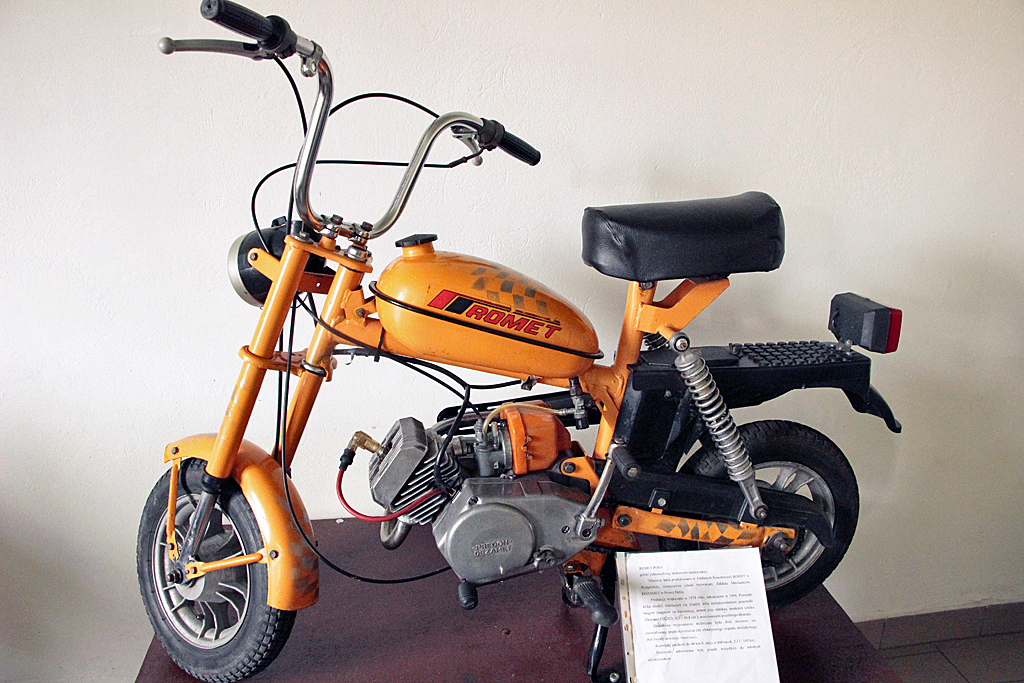
Motorynka Romet Pony

Motorynka – zminiaturyzowany motorower, przeznaczony dla młodzieży, do kierowania którym wymagane jest prawo jazdy kategorii AM.
Spotyka się także zminiaturyzowane motocykle – mini bike, które nazywane są również motorynkami.

## Polskie motorynki
- Dezamet Stella
- Romet Pony
- Romet Pony-50

## Zagraniczne motorynki

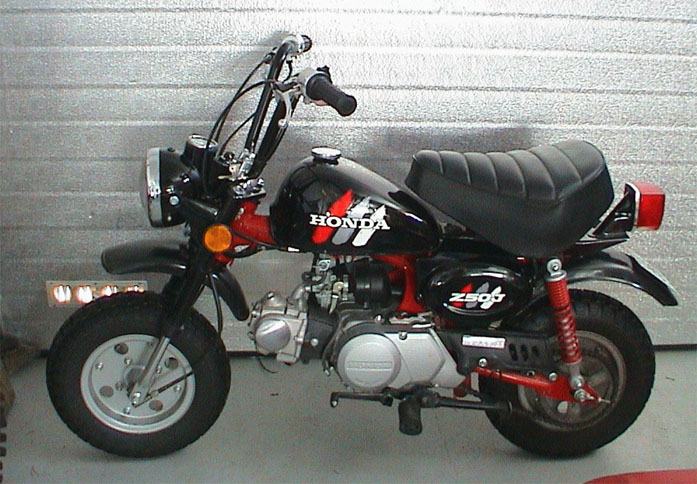
Honda Z50 Monkey

- Honda ST50 „Dax”
- Honda Z50 „Monkey”
- Jincheng JC50Q
- Simson MSA 50 „Spatz”